# جرذ الأرز المتناصف
جرذ الأرز المتناصف (الاسم العلمي: Oryzomys dimidiatus) (بالإنجليزية: Nicaraguan Oryzomys)‏ هو نوع من الحيوانات يتبع جنس جرذ الأرز من الفصيلة القدادية.